# Dancinginthedark M
Dancinginthedark M, född 2 juni 2018, är en varmblodig travhäst. Han tränades under tävlingskarriären av Marcus Melander och senare av Åke Svanstedt.

## Bakgrund
Dancinginthedark M är en brun hingst efter Readly Express och under Leila (efter Andover Hall). Han föddes upp av Menhammar stuteri som även äger honom. Han tränades under tävlingskarriären av Marcus Melander (2020–21) och Åke Svanstedt (2021–22).

## Karriär
Dancinginthedark M tävlade mellan 2020 och 2022. Han sprang in 362 204 dollar på 23 starter varav 8 segrar och 4 andraplatser. Han tog karriärens största segrar i Stanley Dancer Memorial (2021) och Kentucky Sire Stakes (2021).
Inför säsongen 2022 flyttades han till Åke Svanstedt, där han endast kom att göra en start innan tävlingskarriären avslutades. Dancinginthedark M kommer istället vara verksam som avelshingst, och stallas upp på Aldebaran Park i Australien.